# Leppävaara

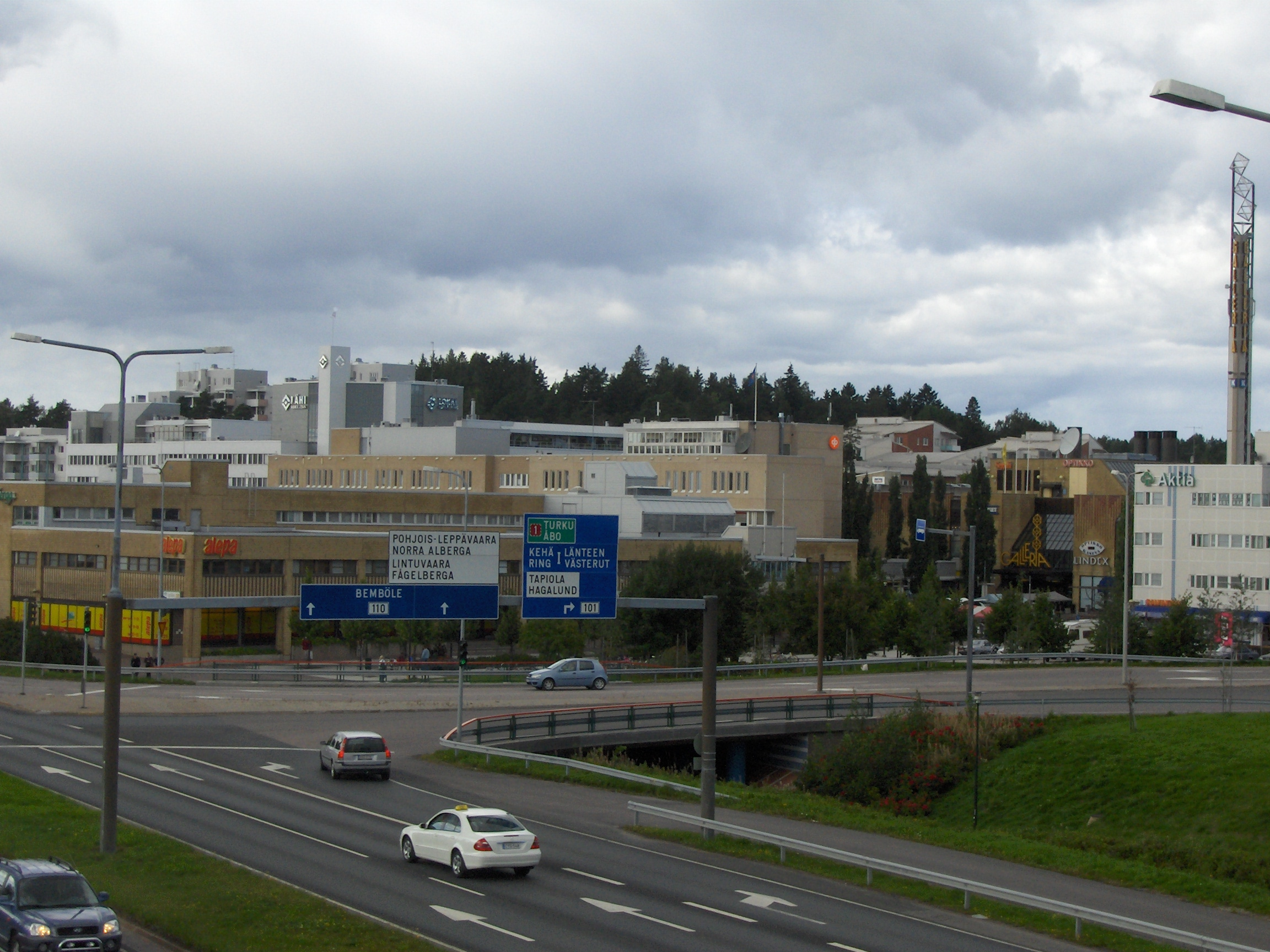
Vista de Leppävaara

Leppävaara es un barrio de Espoo (Finlandia). Es una de las paradas principales del tren regional de Helsinki.
En él se encuentra la universidad Metropolia de ciencias aplicadas (anteriormente EVTEK) que ofrece los grados en Information Technology y Media Engineering.